# Moiry (Ardenes)
Moiry és un municipi francès situat al departament de les Ardenes i a la regió del Gran Est. L'any 2007 tenia 185 habitants.

## Demografia

### Població
El 2007 la població de fet de Moiry era de 185 persones. Hi havia 68 famílies de les quals 12 eren unipersonals (4 homes vivint sols i 8 dones vivint soles), 20 parelles sense fills, 28 parelles amb fills i 8 famílies monoparentals amb fills.
La població ha evolucionat segons el següent gràfic:
Habitants censats

### Habitatges
El 2007 hi havia 73 habitatges, 65 eren l'habitatge principal de la família, 2 eren segones residències i 6 estaven desocupats. Tots els 73 habitatges eren cases. Dels 65 habitatges principals, 50 estaven ocupats pels seus propietaris, 12 estaven llogats i ocupats pels llogaters i 2 estaven cedits a títol gratuït; 4 tenien tres cambres, 8 en tenien quatre i 52 en tenien cinc o més. 47 habitatges disposaven pel capbaix d'una plaça de pàrquing. A 26 habitatges hi havia un automòbil i a 30 n'hi havia dos o més.

### Piràmide de població
La piràmide de població per edats i sexe el 2009 era:
| Homes | Edats   | Dones |
| ----- | ------- | ----- |
| 0     | 95 o +  | 0     |
| 0     | 90 a 94 | 4     |
| 0     | 85 a 89 | 0     |
| 0     | 80 a 84 | 0     |
| 8     | 75 a 79 | 0     |
| 4     | 70 a 74 | 16    |
| 0     | 65 a 69 | 0     |
| 12    | 60 a 64 | 4     |
| 0     | 55 a 59 | 4     |
| 12    | 50 a 54 | 16    |
| 4     | 45 a 49 | 0     |
| 4     | 40 a 44 | 0     |
| 0     | 35 a 39 | 4     |
| 8     | 30 a 34 | 12    |
| 8     | 25 a 29 | 4     |
| 12    | 20 a 24 | 12    |
| 4     | 15 a 19 | 4     |
| 4     | 10 a 14 | 4     |
| 16    | 5 a 9   | 12    |
| 4     | 0 a 4   | 0     |

## Economia
El 2007 la població en edat de treballar era de 111 persones, 74 eren actives i 37 eren inactives. De les 74 persones actives 60 estaven ocupades (37 homes i 23 dones) i 14 estaven aturades (7 homes i 7 dones). De les 37 persones inactives 4 estaven jubilades, 16 estaven estudiant i 17 estaven classificades com a «altres inactius».

### Ingressos
El 2009 a Moiry hi havia 69 unitats fiscals que integraven 182,5 persones, la mediana anual d'ingressos fiscals per persona era de 15.036 €.

### Activitats econòmiques
Dels 7 establiments que hi havia el 2007, 1 era d'una empresa de fabricació d'altres productes industrials, 2 d'empreses de construcció, 1 d'una empresa d'hostatgeria i restauració, 1 d'una empresa financera, 1 d'una empresa immobiliària i 1 d'una empresa classificada com a «altres activitats de serveis».
Dels 2 establiments de servei als particulars que hi havia el 2009, 1 era una lampisteria i 1 restaurant.
L'any 2000 a Moiry hi havia 8 explotacions agrícoles que ocupaven un total de 288 hectàrees.

## Poblacions més properes
El següent diagrama mostra les poblacions més properes.